# Suzanne Le Bret
Pour les articles homonymes, voir Le Bret.
Suzanne Le Bret, de son vrai nom Suzanne Eugénie Augustine Lebret, née le  28 février 1889 au Havre et morte le 7 novembre 1928 en son domicile dans le 19e arrondissement de Paris à l'âge de 39 ans, est une actrice française du cinéma muet.

## Biographie
Durant sa carrière, qui s'étend de 1911 à 1919, elle est principalement dirigée par Louis Feuillade et Léonce Perret.

## Filmographie
- 1911 : L'Âme du violon de Léonce Perret
- 1913 : L'Enfant de Paris de Léonce Perret
- 1913 : Léonce cinématographiste de Léonce Perret
- 1913 : Léonce et Poupette de Léonce Perret
- 1913 : Léonce veut divorcer de Léonce Perret
- 1913 : Léonce aime les morilles de Léonce Perret
- 1913 : L'Ange de la maison de Léonce Perret
- 1913 : Léonce à la campagne de Léonce Perret
- 1913 : La Belle-mère de Léonce Perret
- 1913 : Les Fiancés de l'air de Léonce Perret
- 1913 : Léonce et les écrevisses de Léonce Perret
- 1913 : Les Somnambules de Louis Feuillade
- 1914 : L'Enfant de la roulotte de Louis Feuillade
- 1914 : Fantômas V : Le Faux magistrat de Louis Feuillade
- 1914 : Le Coffret de Tolède de Louis Feuillade
- 1914 : Deux femmes... un amour... de Henri Fescourt
- 1914 : Les Fiancés de Séville de Louis Feuillade
- 1914 : La Gitanella de Louis Feuillade
- 1914 : Léonce aux bains de mer de Léonce Perret
- 1914 : L'Hôtel de la gare de Louis Feuillade
- 1914 : Le Jocond de Louis Feuillade
- 1914 : Le gendarme est sans culotte de Louis Feuillade
- 1914 : Tu n'épouseras jamais un avocat de Louis Feuillade
- 1915 : Le Collier de perles de Louis Feuillade
- 1915 : L'Escapade de Filoche de Louis Feuillade
- 1915 : Le Fer à cheval de Louis Feuillade
- 1915 : Le Sosie de Louis Feuillade
- 1915 : Le Coup du fakir de Louis Feuillade
- 1915 : Les Vampires de Louis Feuillade
- 1916 : Aline ou la double vie d'Édouard-Émile Violet
- 1916 : C'est le printemps! de Louis Feuillade
- 1916 : Les Fiançailles d'Agénor de Louis Feuillade
- 1916 : Les Fourberies de Pingouin de Louis Feuillade
- 1916 : Le Poète et sa folle amante de Louis Feuillade
- 1916 : Si vous ne l'aimez pas... de Louis Feuillade
- 1916 : Les Surprises d'Anana de Robert Mistréo
- 1917 : Maryvonne de Charles Keppens
- 1917 : Le Porteur aux Halles de Gaston Leprieur
- 1917 : Anana antiféministe (anonyme)
- 1917 : Ô Paris, gai séjour de Robert Mistréo
- 1918 : Aide-toi de Louis Feuillade
- 1919 : Une étoile de cinéma de René Plaissetty